# ケメネヴァン
ケメネヴァン （Quéménéven、ブルトン語:Kemeneven）は、フランス、ブルターニュ地域圏、フィニステール県のコミューン。

## 由来
ケメネヴァンの教区は、1267年にKemenetmaenの名で記された。ブルトン語のkemenetとはラテン語のcommendatioに対応する言葉である。元々の意味は『勧めること、資産を運用すること』である。この用語は、分割された領地が家臣に委託され与えられることを指す。例えば、モルビアン県のゲムネ＝シュル＝スコルフの場合は、レオン地方のケムネ＝ティリの助祭またはケムネ・エボエの助祭のため生まれた名称である。彼らは中世のヴァンヌテ地方西部に広大な所領を持っていた。接尾辞の-maenは、人の名であろうと推測されている。
ケメネヴァンは1675年の印紙税一揆につながりがある。
町の中にあるトレフリのマノワールは、第二次世界大戦中に、連合国側の飛行士が避難する経路の中継点として、重要な役割を担った。所有者のプルピケ夫妻は、レジスタンス集団パット・オリアリー（fr）の構成員であった。

## 人口統計
| 1962年 | 1968年 | 1975年 | 1982年 | 1990年 | 1999年 | 2006年 | 2010年 |
| ------ | ------ | ------ | ------ | ------ | ------ | ------ | ------ |
| 1407   | 1323   | 1208   | 1155   | 1151   | 1132   | 1149   | 1138   |

参照元:1999年までEHESS、2000年以降INSEE